# Eumorphia
Eumorphia é um género botânico pertencente à família Asteraceae.

## Espécies
- Eumorphia corymbosa
- Eumorphia davyi
- Eumorphia dregeana
- Eumorphia prostata
- Eumorphia sericea
- Eumorphia swaziensis